# Time Hollow
Time Hollow (タイムホロウ～奪われた過去を求めて～ Time Hollow ~Ubawareta Kako o Motomete~?) es un videojuego de aventuras desarrollado y publicado por Konami para la videoconsola Nintendo DS. El juego fue lanzado en Japón en el 19 de marzo de 2008. En el E3 2008 se anunció que saldría en Norteamérica en el 23 de septiembre del mismo año. El juego contiene elementos del videojuego Shadow of Memories, de la escritora y directora Junko Kawano, en ambos juegos el protagonista es un chico capaz de usar un artilugio que puede alterar el tiempo y el futuro.
El tema principal llamado Time Hollow y opening del juego integran el playlist de Dance Dance Revolution SuperNOVA 2 japonés Y Dance Dance Revolution X USA, para la consola casera PlayStation 2 y después en la arcade DDR X. La canción es interpretada por Masanori Akita.

## Desarrollo
La historia se desarrolla en una ciudad cualquiera de Japón, en una vida normal de un chico normal llamado Ethan Kairos.
El día antes de su decimoséptimo cumpleaños, sus padres le comentan que le dirán algo importante para dicha fecha y Ethan se va a dormir tranquilamente sin preocupaciones; no sin antes ver a su padre Timothy Kairos pelearse con su tío Derek, por cuestiones monetarias.
Al día siguiente y después de una extraña pesadilla, Ethan se despierta en una habitación particularmente distinta a la cual conocía y se da cuenta de que su gato Sox lleva en el collar un bolígrafo el cual más adelante será conocido como Hollow pen. Aparte del bolígrafo Sox también lleva un papel con unas indicaciones un poco extrañas de cómo usar dicho bolígrafo.
La sorpresa llegará cuando Ethan se dé cuenta de que a partir de ese momento su vida ha cambiado, sus padres han desaparecido y él se encuentra viviendo con su tío.
Gracias al Hollow pen y a las pruebas necesarias que iremos acumulando con meticulosidad y observación nuestro protagonista podrá cambiar el pasado las veces necesarias para salvar todo lo que le rodea, incluido el mismo.
El juego incluye unas cuantas escenas FMV que nos hacen profundizar más en la historia y en el absorbente desarrollo de la misma.

## Personajes
Ethan Kairos (時尾 歩郎 Tokio Horou?)
El protagonista del juego, un estudiante de 2º año de Bachillerato que vive con su familia. Durante la mañana de su décimo séptimo cumpleaños descubre que su vida ha cambiado y que sus padres llevan desaparecidos durante 12 años en un trágico incendio. Para resolver el misterio, toma el Hollow Pen (heredado de su padre), que es capaz de abrir agujeros en el tiempo para cambiar hechos pasados.
Timothy Kairos (時尾 亘 Tokio Wataru?)
Padre de Ethan, marido de Pamela y hermano de Derek, suele ser cabezota, en palabras de Ethan, y aparenta ser más viejo de lo que es. Durante el décimo séptimo cumpleaños de Ethan, él y su esposa desaparecen de la realidad presentada hasta ese momento.
Pamela Kairos (時尾 秋 Tokio Aki?)
Madre de Ethan y mujer de Timothy, tiene una personalidad abierta y tranquila y se preocupa mucho por su familia. Al parecer, ella y su marido desaparecieron hace doce años.
Derek Kairos (時尾 保 Tokio Tamotsu?)
Tío de Ethan y hermano menor de Timothy. Es un escritor que se dedica a investigar sobre un accidente de hace muchos años, suele ser brusco pero serio. Tras la desaparición de los padres de Ethan, él decide cuidarlo.
Sox (フォ郎 Follow?)
La mascota de Ethan (anteriormente de Derek), suele dormir en la cama de Ethan y suele salir de su cuarto por la ventana. Tras la desaparición de sus padres, Sox guardó una nota en la que se indicaba la dirección del Hollow Pen. Sox puede aparecer en distintos lugares y si le hablas recuperas parte del tiempo perdido.
Kori Twelves (十二林 かのん Junibayashi Kanon?)
Es la compañera de clase de Ethan. Un personaje misterioso que poco a poco se irán desvelando sus misterios, así también como su procedencia.